# Дицген, Евгений
Евгений Дицген (нем. Eugene Dietzgen, 1862—1929) — немецко-американский общественно-политический деятель-социалист. Сын Иосифа Дицгена.
«Дицген-отец, которого не надо смешивать с его столь же претенциозным, сколь неудачным литератором-сынком…» (Владимир Ленин).